# Вицнау
Вицнау (нем. Vitznau) — коммуна в Швейцарии, в кантоне Люцерн.
Входит в состав округа Люцерн. Население составляет 1239 человек (на 31 декабря 2006 года). Официальный код — 1068. Коммуна расположена у подножия горы Риги на берегу Люцернского озера.

## Транспорт
Через Вицнау проходит одна автодорога: Кюснахт-ам-Риги — Веггис — Герзау — Бруннен. В Вицнау расположена конечная станция горной железной дороги Vitznau-Rigi-Bahn, ведущей на вершину горы Риги (там Vitznau-Rigi-Bahn имеет общую станцию с горной железной дорогой Art-Rigi-Bahn, ведущей в Гольдау).
С другими городами Вицнау связывают два вида общественного транспорта: автобусы оператора общественного транспорта Auto AG Schwyz (маршрут №2) и пассажирские суда пароходства Schifffahrtsgesellschaft des Vierwaldstättersees, курсирующие по Люцернскому озеру. В Вицнау есть речной (озёрный) вокзал, расположенный в нескольких десятках метров от станции Vitznau-Rigi-Bahn.

## Достопримечательности, музеи
- Здание речного вокзала
- Несколько церквей
- Музей Вицнау-Риги (Museum Vitznau-Rigi) — краеведческий музей. Основная часть экспозиции посвящена горным железным дорогам на горе Риги, судоходству на Люцернском озере и истории туризма в регионе. Музей расположен в здании бывшей школы. Адрес — Seestrasse Postfach 153, 6354 Vitznau
- Артиллерийская крепость Вицнау (Festung Vitznau). Артиллерийские позиции в скалах рядом с Вицнау были построены во время Второй мировой войны (Швейцария опасалась нападения Германии). До 1998 года артиллерийская крепость оставалась секретным военным объектом. Сейчас здесь расположен музей. Адрес: Festung Vitznau, c/o Tourist Information Vitznau, Seestrasse, 6354 Vitznau

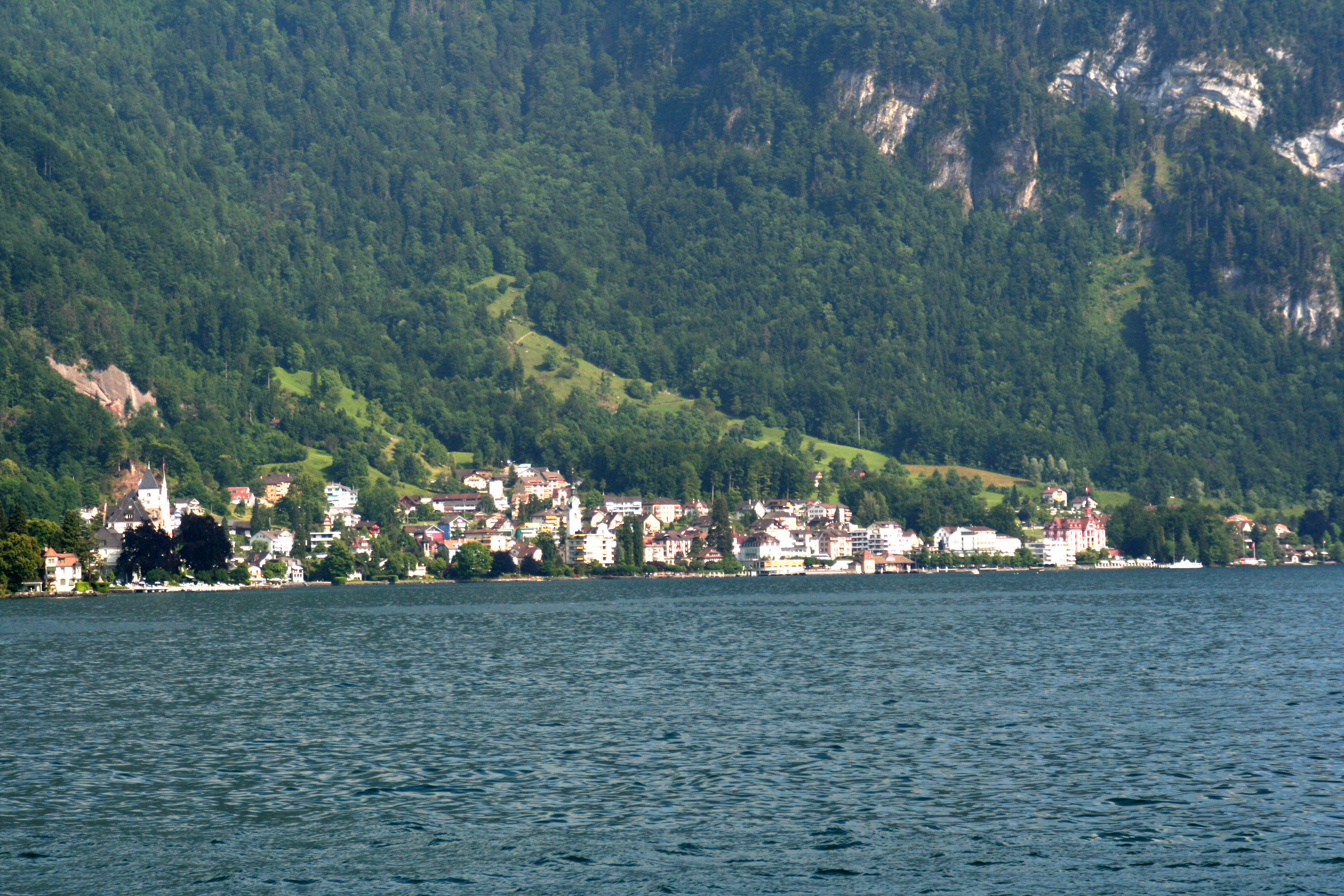
Вицнау